# Team Fry
Vous pouvez aider à l'améliorer ou bien discuter des problèmes sur sa page de discussion.
- Son contenu est rédigé entièrement ou presque à partir d'une seule source. N'hésitez pas à modifier cet article pour améliorer sa vérifiabilité en apportant de nouvelles références dans des notes de bas de page. (Marqué depuis mai 2025)
- Il est orphelin : moins de trois articles lui sont liés. Aidez à ajouter des liens en plaçant le code [[Team Fry]] dans les articles relatifs au sujet. (Marqué depuis mai 2025)

- Archive Wikiwix
- Bing
- Cairn
- DuckDuckGo
- E. Universalis
- Gallica
- Google
- G. Books
- G. News
- G. Scholar
- Persée
- Qwant
- (zh) Baidu
- (ru) Yandex
- (wd) trouver des œuvres sur Wikidata

Team Fry est un constructeur artisanal de monoplaces, créé par les Britanniques David Fry et Alec Issigonis à la fin des années 1950. En 1958, ils conçoivent un châssis semi-monocoque de formule 2, équipé d'un moteur Coventry Climax. La voiture débute en compétition en juin 1958, pilotée par Mike Parkes. Ce dernier obtient plusieurs places d'honneur en 1958 et 1959, dont une deuxième place à Brands Hatch pour sa dernière course. La voiture est également engagée au Grand Prix de Grande-Bretagne 1959 (ouvert aux formules 1 et 2), où Parkes ne parvient pas à se qualifier.